# Jürgen Kurbjuhn
Jürgen Kurbjuhn (Tilsit, 26 de julio de 1940 - Buxtehude, 15 de marzo de 2014) fue un futbolista alemán que jugaba en la demarcación de defensa.

## Biografía
Tras jugar en las categorías inferiores del Buxtehuder SV, Kurbjuhn se fue traspasado al Hamburgo SV en 1960, justo un año después de que el club ganase la Oberliga. En 1961 formó parte de las filas del club que alcanzaron las semifinales de la Liga de Campeones de la UEFA contra el FC Barcelona. Un año después, en 1963, ganó la Copa de Alemania. Cuatro años después fue el subcampeón de la misma. Un año más tarde quedó subcampeón de la Recopa de Europa de fútbol en la temporada 1967/1968. Finalmente en 1972 se retiró como futbolista debido a una lesión tras jugar 318 partidos y haber marcado once goles.
Falleció el 15 de marzo de 2014 en Buxtehude a los 73 años de edad tras una larga enfermedad.

## Selección nacional
Jugó un total de cinco partidos para la Selección de fútbol de Alemania Federal desde abril de 1962 hasta mayo de 1966. Además llegó a ser convocado por Sepp Herberger para jugar en la Copa Mundial de Fútbol de 1962, aunque no llegó a disputar ningún partido. Jugó su último partido como internacional el 4 de mayo de 1966 en un partido amistoso contra Irlanda, partido que acabó con un resultado de 4-0 a favor del combinado alemán.

## Clubes
| Club        | País                | Año         | Partidos | Goles |
| ----------- | ------------------- | ----------- | -------- | ----- |
| Hamburgo SV | Alemania Occidental | 1960 - 1972 | 318      | 11    |

## Palmarés

### Campeonatos nacionales
| Título           | Club        | País     | Año  |
| ---------------- | ----------- | -------- | ---- |
| Copa de Alemania | Hamburgo SV | Alemania | 1963 |